# Maxime Chostakovitch
Maxime Dmitrievitch Chostakovitch (en russe : Максим Дмитриевич Шостакович; ISO 9 : Maksim Dmitrievič Šostakovič), né le 10 mai 1938 à Léningrad, est un pianiste et chef d'orchestre russe. Il est le second enfant de Dmitri Chostakovitch et de Nina Varzar, sa première femme.

## Biographie
Il fréquente le Conservatoire de Moscou et le Conservatoire de Léningrad. Maxime Chostakovitch est le dédicataire et le premier interprète du Deuxième Concerto pour piano (Op. 102) de Dmitri Chostakovitch en 1957.
Il devient le chef d'orchestre de l'Orchestre symphonique de la radio et de la télévision. Le 8 janvier 1972, il crée la 15e symphonie de son père. Il émigre en 1981 en Allemagne de l'Ouest, puis aux États-Unis, où il dirige le New Orleans Symphony Orchestra et le Hong Kong Philharmonic Orchestra, puis retourne en Russie, à Saint-Pétersbourg, en 1992.
Maxime Chostakovitch a enregistré en 2006 pour le label Supraphon, le cycle complet des quinze symphonies de son père à la tête de l'Orchestre symphonique de Prague.
Son fils, Dmitri Maksimovitch Chostakovitch, est également pianiste.